# Åke Bjurhamn
Åke Bjurhamn, född 7 april 1945 i Linköping är en svensk konstnär, författare och musiker (saxofon).

## Biografi
Bjurhamn avlade studentexamen vid S:t Lars skola i Linköping 1965. Han har studerat psykologi, sociologi, pedagogik och statskunskap vid Universiteten i Göteborg och Linköping. Han har även bedrivit studier vid musiklinjen på Lunnevads folkhögskola åren 1971-1972 och därefter vid Målarskolan Forum 1972-1974. Hans lärare vid Målarskolan var Gerhard Nordström och Staffan Nihlén. 
Bjurhamn debuterade som konstnär på Östgöta konstförenings Vårsalong 1967. Bjurhamn har även varit boxningstränare under 18 år samt forskare på Tema vatten i Linköping. Bjurhamn flyttade till Norrköping 1981 efter att känt sig hårt medialt ansatt efter konstinstallationen ”Painted Stones” i Vidingsjö. Han hade därvidlag målat ett antal stenar ute i naturen vilket rörde upp känslorna i staden. Under denna debatt stöttades Bjurhamn av konstnären Lars Vilks och de har sedan dess regelbunden kontakt.
Under 1980-talet vistades Bjurhamn i New York och såg då Willem de Kooning's och Mark Rothko's målningar och blev inspirerad av deras konst. Bjurhamns konst blev efter detta möte nonfigurativ och kan beskrivas som en geometrisk abstraktion där det nonfigurativa saknar skarpa kanter.
Han har deltagit på 60 separatutställningar.
Han har fått stipendier från Östgöta konstförening 2001. Liljesonska 1976. Statens stora arbetsstipendium 1989 och 1992. Norrköpings kommun konststipendium 1988. Nordiska rådets vistelsestipendium i Sveaborg 1992. 
Han är representerad vid Museo Vostell Malpartida, Spanien. Salong de Tokyo, Japan. Statens konstråd. Östergötlands museum. Norrköpings konstmuseum. Linköpings kommun. Norrköpings kommun. Mjölby kommun. Malmö kommun. Varbergs kommun.